# Louis Ducruet
Louis Robert Paul Ducruet (Mónaco, 26 de noviembre de 1992) es el hijo mayor de la princesa Estefanía de Mónaco. Sus abuelos maternos son el príncipe Raniero III de Mónaco y la actriz estadounidense Grace Kelly. Es sobrino del príncipe soberano Alberto II.

## Primeros años
Durante sus primeros seis o siete años de vida, vivió con sus padres en Monaco-Ville. Sus padres se casaron en 1995, pero se divorciaron un año después. Durante un par de años, vivió en Auron, Francia, luego se mudó con su madre y hermanas al área de Zúrich. Durante aproximadamente dos años, su madre estuvo relacionada sentimalmente con el entrenador de elefantes Franco Knie. Después de 2002, él, su madre y sus hermanas volvieron a vivir en Mónaco, donde viven hoy.

## Educación
Ducruet asistió a la escuela primaria en Auron. Luego asistió al Liceo Francés de Zúrich. Completó la educación secundaria en el Lycée Albert Premier, donde aprobó el Bachillerato en 2010. 
Comenzó su educación postsecundaria en la SKEMA Business School en Lille, Francia. En 2015, se graduó con una licenciatura en Administración Deportiva en Western Carolina University, en Cullowhee, Carolina del Norte.

## Vida personal
Tiene dos hermanas por parte de madre, Pauline Grace Maguy Ducruet (n. 4 de mayo de 1994) y Camille Mary Kelly Gottlieb  (n. 15 de julio de 1998), y dos hermanos por parte de padre, Michaël Ducruet (nacido en enero de 1992) y la pequeña Linoué Ducruet, menor de edad.
El 12 de febrero de 2018, Ducruet anunció su compromiso con su novia desde hacía tiempo, Marie Hoa Chevallier (n. 28 de diciembre de 1992). Marie es francesa y tiene ascendencia vietnamita. Actualmente trabaja como gerente de proyectos en el Casino de Montecarlo.
La boda civil tuvo lugar el 26 de julio de 2019 en el Ayuntamiento de Mónaco. La boda religiosa tuvo lugar el 27 de julio de 2019 en la Catedral de San Nicolás de Mónaco.
El 4 de abril de 2023 nació en Mónaco su primera hija, Victoire Maguy Lam Huong Ducruet.
Actualmente, el matrimonio está esperando su segunda hija en común.

## Carrera
Inmediatamente después de la escuela secundaria, tomó un trabajo de verano en el departamento de deportes acuáticos de la Société des bains de mer (SBM) de Mónaco. Participó en el AS Monaco y trabaja para el mismo equipo como asesor desde 2015 hasta 2020. Desde marzo de 2016, Ducruet y su padre, Daniel Ducruet, son co-gerentes de la compañía MONADECO con sede en Mónaco.

## Otros intereses
En 2013, Ducruet participó en la carrera de automóviles "4L Trophy". La carrera cubrió 6000 km., con puntos de partida desde Poitiers hasta San Juan de Luz, y siguiendo hacia Francia, España y Marruecos. Ducruet y su copiloto, Ronan Imbrosciano, conducían un automóvil decorado con los colores y el emblema de Radio Mónaco. El dinero recaudado en el evento proporciona útiles escolares a los estudiantes pobres de Marruecos.
Es Presidente de la Federación de eSport de Montecarlo.

## Sucesión
Ducruet es sobrino del Príncipe Alberto II de Mónaco, y actualmente ocupa el puesto 15º en la línea de sucesión al trono Monegasco.  Puede representar en actos oficiales a su tío.

## Árbol genealógico
|  |                                              |  |  |  |  |  |  |  |  |  |  |  |  |  |  |  |
|  | 4. Henri Ducruet                             |  |  |  |  |  |  |  |  |  |  |  |  |  |  |  |
|  |                                              |  |  |  |  |  |  |  |  |  |  |  |  |  |  |  |
|  |                                              |  |  |  |  |  |  |  |  |  |  |  |  |  |  |  |
|  | 2. Daniel Ducruet                            |  |  |  |  |  |  |  |  |  |  |  |  |  |  |  |
|  |                                              |  |  |  |  |  |  |  |  |  |  |  |  |  |  |  |
|  |                                              |  |  |  |  |  |  |  |  |  |  |  |  |  |  |  |
|  | 5. Maguy Barbero                             |  |  |  |  |  |  |  |  |  |  |  |  |  |  |  |
|  |                                              |  |  |  |  |  |  |  |  |  |  |  |  |  |  |  |
|  |                                              |  |  |  |  |  |  |  |  |  |  |  |  |  |  |  |
|  | 1. Louis Ducruet                             |  |  |  |  |  |  |  |  |  |  |  |  |  |  |  |
|  |                                              |  |  |  |  |  |  |  |  |  |  |  |  |  |  |  |
|  |                                              |  |  |  |  |  |  |  |  |  |  |  |  |  |  |  |
|  | 24. Conde Magencio de Polignac               |  |  |  |  |  |  |  |  |  |  |  |  |  |  |  |
|  |                                              |  |  |  |  |  |  |  |  |  |  |  |  |  |  |  |
|  |                                              |  |  |  |  |  |  |  |  |  |  |  |  |  |  |  |
|  | 12. Conde Pedro de Polignac                  |  |  |  |  |  |  |  |  |  |  |  |  |  |  |  |
|  |                                              |  |  |  |  |  |  |  |  |  |  |  |  |  |  |  |
|  |                                              |  |  |  |  |  |  |  |  |  |  |  |  |  |  |  |
|  | 25. Susana de la Torre y Mier                |  |  |  |  |  |  |  |  |  |  |  |  |  |  |  |
|  |                                              |  |  |  |  |  |  |  |  |  |  |  |  |  |  |  |
|  |                                              |  |  |  |  |  |  |  |  |  |  |  |  |  |  |  |
|  | 6. Raniero III, príncipe de Mónaco           |  |  |  |  |  |  |  |  |  |  |  |  |  |  |  |
|  |                                              |  |  |  |  |  |  |  |  |  |  |  |  |  |  |  |
|  |                                              |  |  |  |  |  |  |  |  |  |  |  |  |  |  |  |
|  | 26. Luis II, príncipe de Mónaco              |  |  |  |  |  |  |  |  |  |  |  |  |  |  |  |
|  |                                              |  |  |  |  |  |  |  |  |  |  |  |  |  |  |  |
|  |                                              |  |  |  |  |  |  |  |  |  |  |  |  |  |  |  |
|  | 13. Princesa Carlota, duquesa de Valentinois |  |  |  |  |  |  |  |  |  |  |  |  |  |  |  |
|  |                                              |  |  |  |  |  |  |  |  |  |  |  |  |  |  |  |
|  |                                              |  |  |  |  |  |  |  |  |  |  |  |  |  |  |  |
|  | 27. Marie Juliette Louvet                    |  |  |  |  |  |  |  |  |  |  |  |  |  |  |  |
|  |                                              |  |  |  |  |  |  |  |  |  |  |  |  |  |  |  |
|  |                                              |  |  |  |  |  |  |  |  |  |  |  |  |  |  |  |
|  | 3. Princesa Estefanía de Mónaco              |  |  |  |  |  |  |  |  |  |  |  |  |  |  |  |
|  |                                              |  |  |  |  |  |  |  |  |  |  |  |  |  |  |  |
|  |                                              |  |  |  |  |  |  |  |  |  |  |  |  |  |  |  |
|  | 28. John Henry Kelly                         |  |  |  |  |  |  |  |  |  |  |  |  |  |  |  |
|  |                                              |  |  |  |  |  |  |  |  |  |  |  |  |  |  |  |
|  |                                              |  |  |  |  |  |  |  |  |  |  |  |  |  |  |  |
|  | 14. John Brendan Kelly                       |  |  |  |  |  |  |  |  |  |  |  |  |  |  |  |
|  |                                              |  |  |  |  |  |  |  |  |  |  |  |  |  |  |  |
|  |                                              |  |  |  |  |  |  |  |  |  |  |  |  |  |  |  |
|  | 29. Mary Anne Costello                       |  |  |  |  |  |  |  |  |  |  |  |  |  |  |  |
|  |                                              |  |  |  |  |  |  |  |  |  |  |  |  |  |  |  |
|  |                                              |  |  |  |  |  |  |  |  |  |  |  |  |  |  |  |
|  | 7. Grace Kelly                               |  |  |  |  |  |  |  |  |  |  |  |  |  |  |  |
|  |                                              |  |  |  |  |  |  |  |  |  |  |  |  |  |  |  |
|  |                                              |  |  |  |  |  |  |  |  |  |  |  |  |  |  |  |
|  | 30. Carl Majer                               |  |  |  |  |  |  |  |  |  |  |  |  |  |  |  |
|  |                                              |  |  |  |  |  |  |  |  |  |  |  |  |  |  |  |
|  |                                              |  |  |  |  |  |  |  |  |  |  |  |  |  |  |  |
|  | 15. Margaret Katherine Majer                 |  |  |  |  |  |  |  |  |  |  |  |  |  |  |  |
|  |                                              |  |  |  |  |  |  |  |  |  |  |  |  |  |  |  |
|  |                                              |  |  |  |  |  |  |  |  |  |  |  |  |  |  |  |
|  | 31. Margaretha Berg                          |  |  |  |  |  |  |  |  |  |  |  |  |  |  |  |
|  |                                              |  |  |  |  |  |  |  |  |  |  |  |  |  |  |  |
|  |                                              |  |  |  |  |  |  |  |  |  |  |  |  |  |  |  |